# Kostanjevica kolostor
A Kostanjevica ferences kolostor (olaszul: Castagnevizza, németül: Castagnavizza, szlovénül: Frančiškanski samostan Kostanjevica pri Novi Gorici); egy 17. században épült eredetileg karmelita, a 19. század elejétől ferences rendi kolostor (monostor) a délnyugat-szlovéniai Pristava (németül: Prestau, olaszul: Prestava) kisvárosban, amely közigazgatásilag Nova Gorica (németül: Görz) városhoz tartozik. A kolostor területén áll az Angyali Üdvözlet temploma, az 1830-as években létesített Bourbon-kriptával, ahol az ausztriai számkivetésben elhunyt, utolsó Bourbon-házi francia király, X. Károly és családtagjai nyugszanak.

## Helyzete
A kolostor Délnyugat-Szlovéniában, az Isonzó folyó völgyében, az olasz államhatártól mintegy 200 méterre található. Egy 143 m magas domb (a Castanevizza, ma Kostanjevica-hegy) tetejére épült, amely Nova Gorica városát és a közigazgatásilag hozzá tartozó Pristava elővárost elválasztja egymástól. A kolostor templomát a környék lakossága egyszerűen csak Kapela (kápolna) néven emlegeti.

## Története

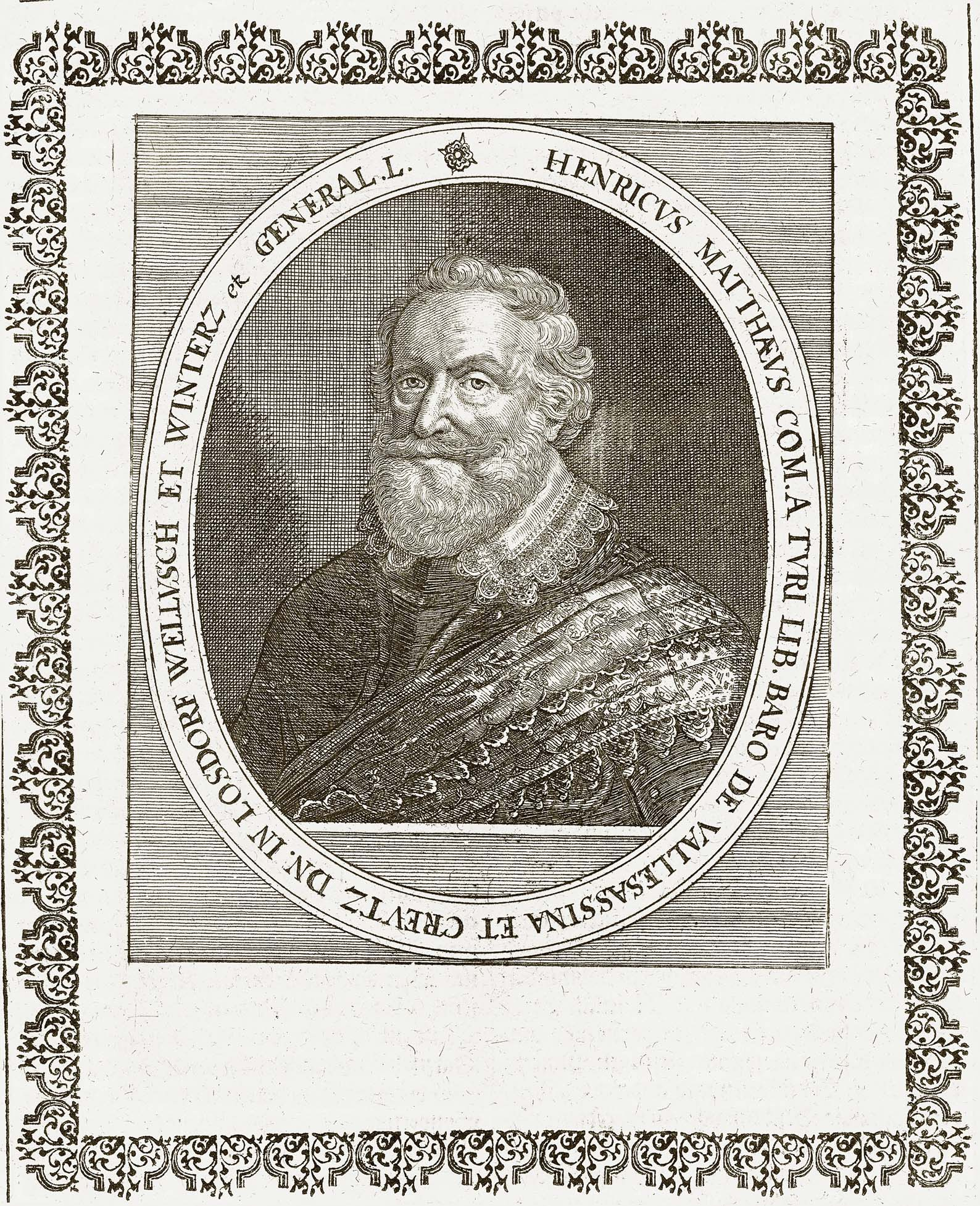
Heinrich Mathias von Thurn gróf, az alapító

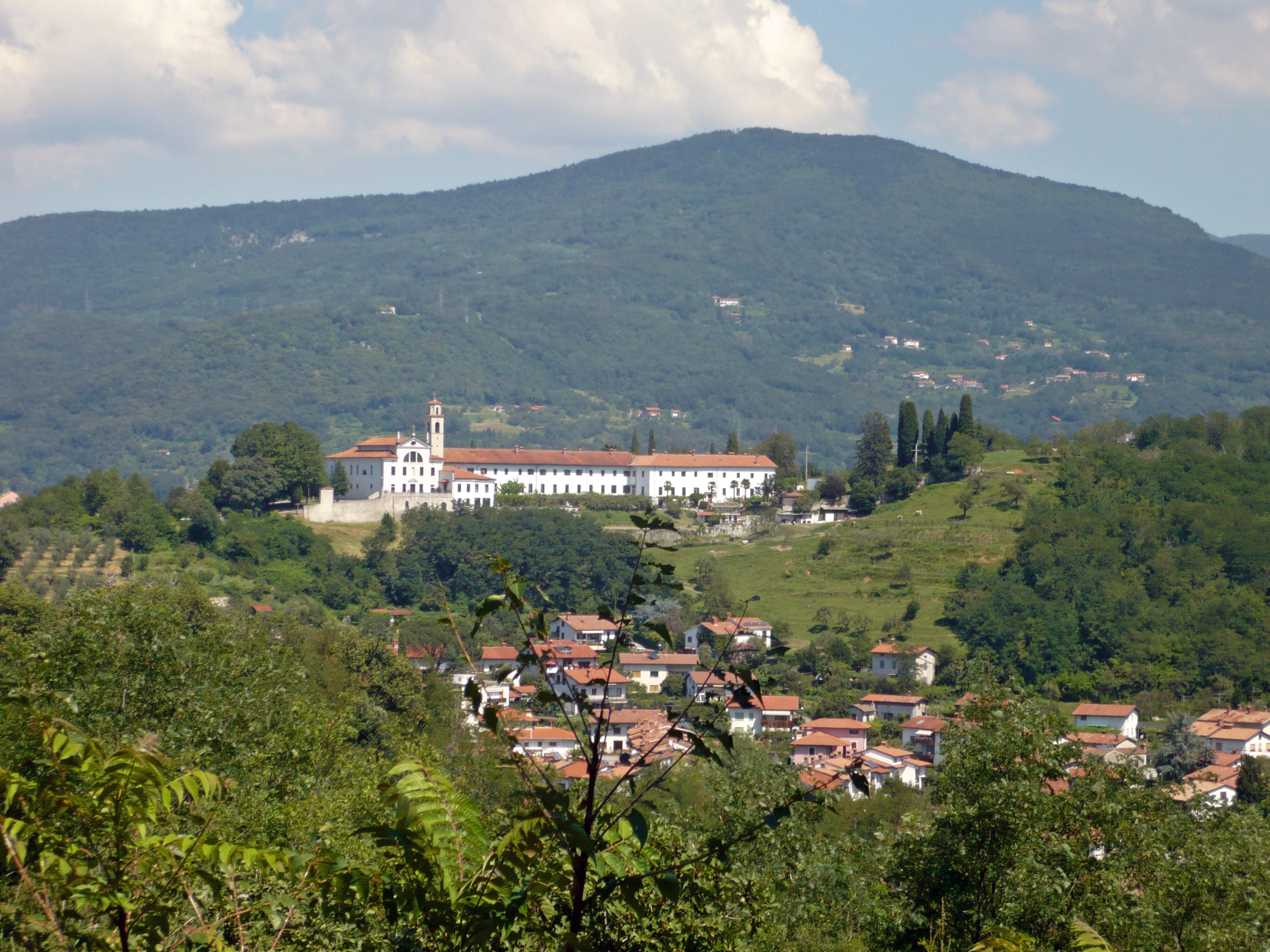
A Kostanjevica kolostor képe a határ olasz oldaláról, Görz (Gorizia) várából nézve. (Az előtérben Pristava házai).

A kolostor környéke, a Görzi grófság a középkorban Velence birtoka volt, az 1500-as években szerezték meg a Habsburgok. A terület birtokosa, Heinrich Matthias von Thurn gróf (1567–1640), aki egyébként a harmincéves háborúban a cseh rendek Habsburg-ellenes felkelésének egyik vezetője volt, 1623-ban egy karmelita kolostort és kápolnát építtetett itt, közvetlenül Görz város falain kívül. Az ezt követő évszázad során a kolostortemplom zarándokhellyé vált a Friuliból és a Goriška régiókból érkező hívek számára.
1717-ben VI. Károly császár létrehozta az egyesített Görz és Gradisca Grófságot. 1781-ben II. József császár feloszlatta a szerzetesrendeket, így a Castagnavizza kolostor is elnéptelenedett. A napóleoni háborúk során 1809–1815 között a terület a Francia Császársághoz tartozó Illír tartományokhoz tartozott. 1811-ben ferences rend megszerezte az elhagyott épületeket, és új kolostort alapítottak. Jelentős, mintegy 10 000 műből álló könyvtárat hoztak ide a közeli Monte Santo (ma: Sveta Gora) kolostorból. Ez a könyvtár ma Stanislav Škrabec ferences atyáról (1844–1918), szlovén íróról és nyelvészről van elnevezve, aki 40 éven át ebben a kolostorban élt és dolgozott.
Az első világháború alatt a Castagnavizza monostor közvetlenül a frontvonalon feküdt, az isonzói csaták során súlyos károk érték. 1918 után Olaszországhoz került, 1924–1929 között restaurálták. A második világháború végéig Gorizia (Görz) városának része volt. 1947-ben az olasz-jugoszláv határ vonalát Goriziát kettévágva, Castagnevizzától néhány száz méterre nyugatra húzták meg. A kolostorhegy Kostanjevica néven az újonnan alapított jugoszláviai Nova Gorica városhoz került. A Gyümölcsoltó Boldogasszonynak szentelt templom (eredetileg az Angyali Üdvözlet temploma) ma a Nova Gorica–Kapela egyházközség plébániatemploma. 1985-ben a jugoszláv szövetségi kormány egész komplexumot kulturális és történelmi műemlékké nyilvánította. 1991. június 25. óta a független Szlovénia része. 2011-ben ünnepelte 200 éves fennállását.

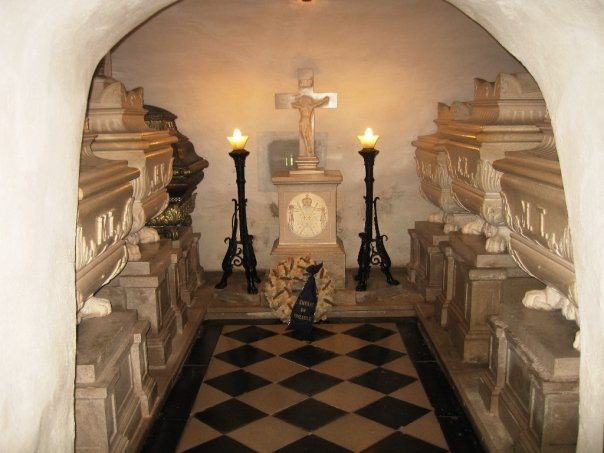
A Bourbon-kripta.

## A Bourbon-kripta
A 19. században a ferences monostor tagjainak temetkezési helyül szolgált a francia Bourbon királyi család ausztriai emigrációban élő tagjainak, akik az 1830-as júliusi forradalom után hagyták el hazájukat. Többen közülük  az 1830-as években Görzben telepedtek le. A Bourbon-kriptában nyugszanak:
- X. Károly, Franciaország és Navarra királya (1757–1836)  (Görzben hunyt el)
- Louis-Antoine de Bourbon (1775–1844), Angoulême hercege, X. Károly fia, XIX. Lajos néven címzetes király (Görzben hunyt el)
- Mária Terézia Sarolta francia királyi hercegnő (1778–1851), X. Károly unokahúga, egyben menye, Angoulême hercegének férje.
- Louise Marie Thérèse d’Artois (1819–1864), X. Károly unokája, Párma hercegnéje, Zita császárné és királyné apai nagyanyja.
- Henri d’Artois, Chambord grófja (1820–1883), X. Károly unokája, Louise Marie d’Artois öccse, V. Henrik néven a francia trón követelője.
- Habsburg–Estei Mária Terézia Beatrix főhercegnő (1817–1886), Henri d’Artois felesége.

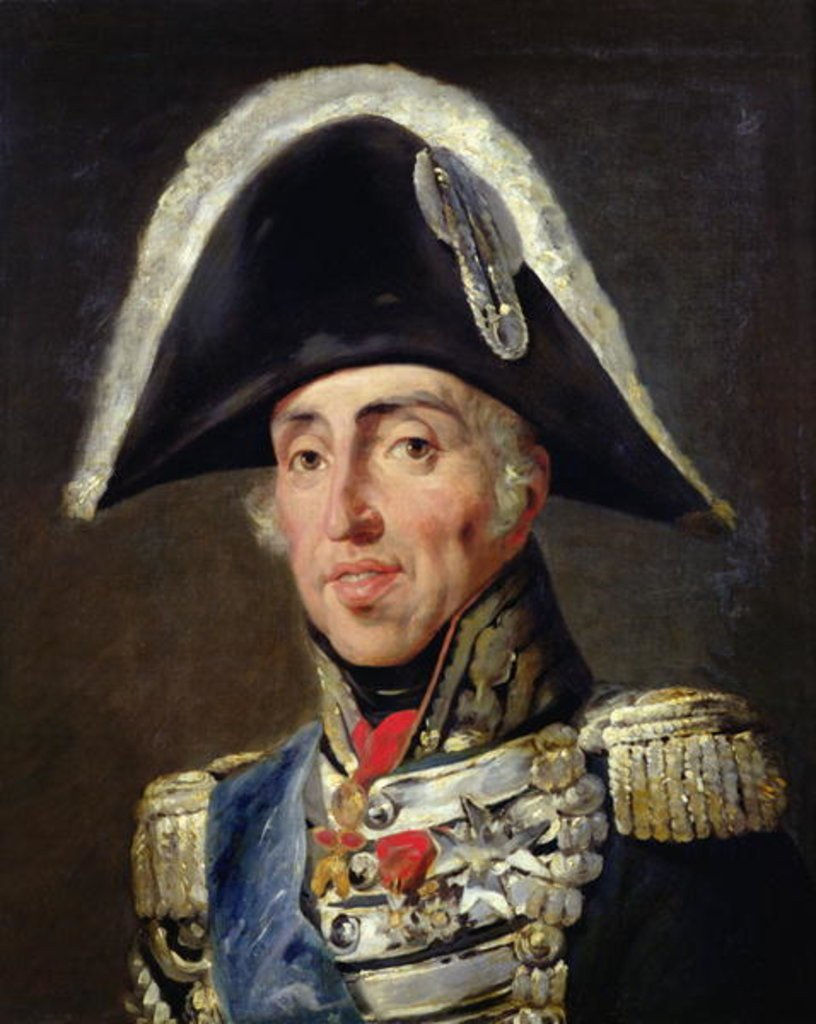
X. Károly francia király
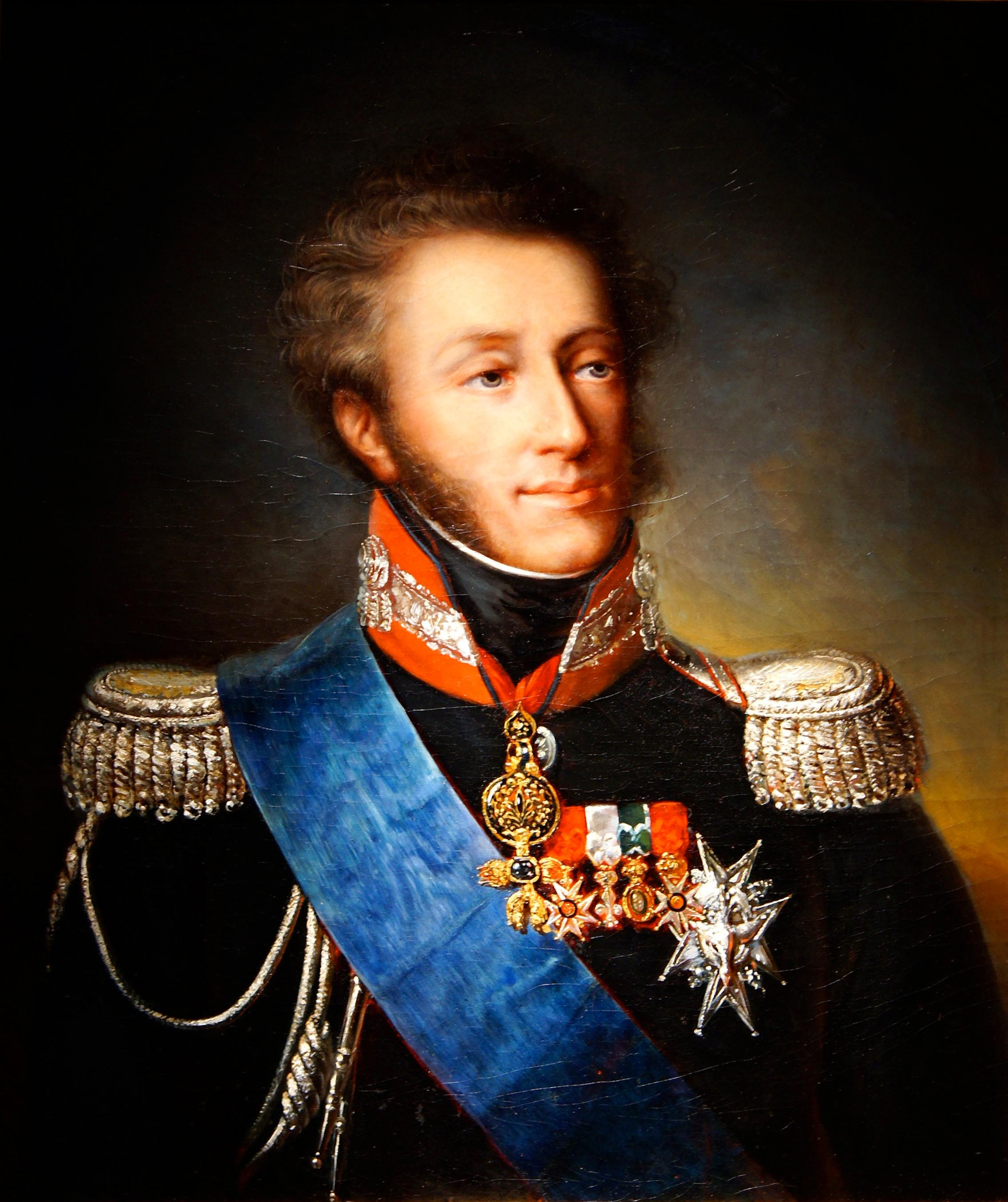
Louis-Antoine, Angoulême hercege
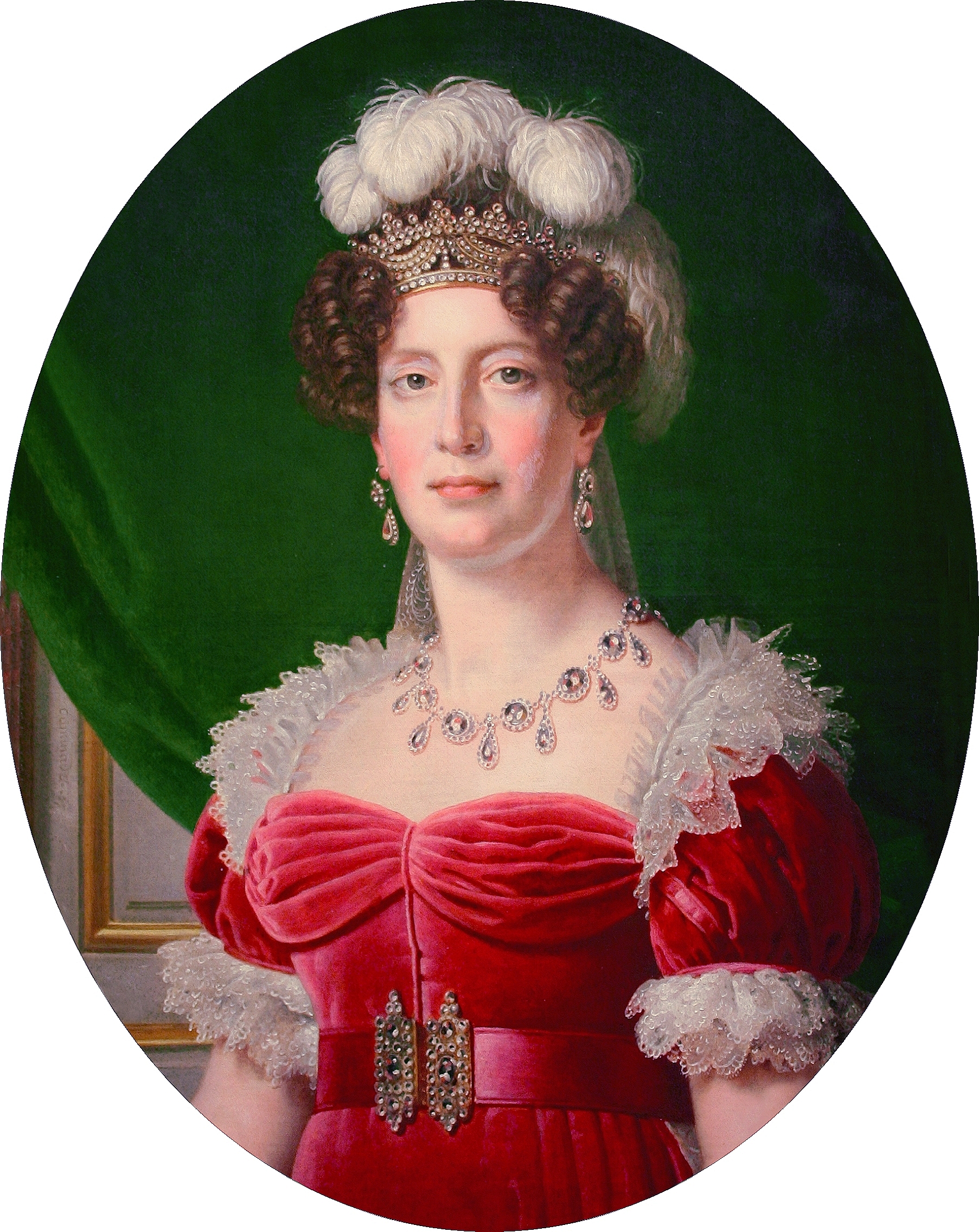
Mária Terézia Sarolta francia királyi hercegnő
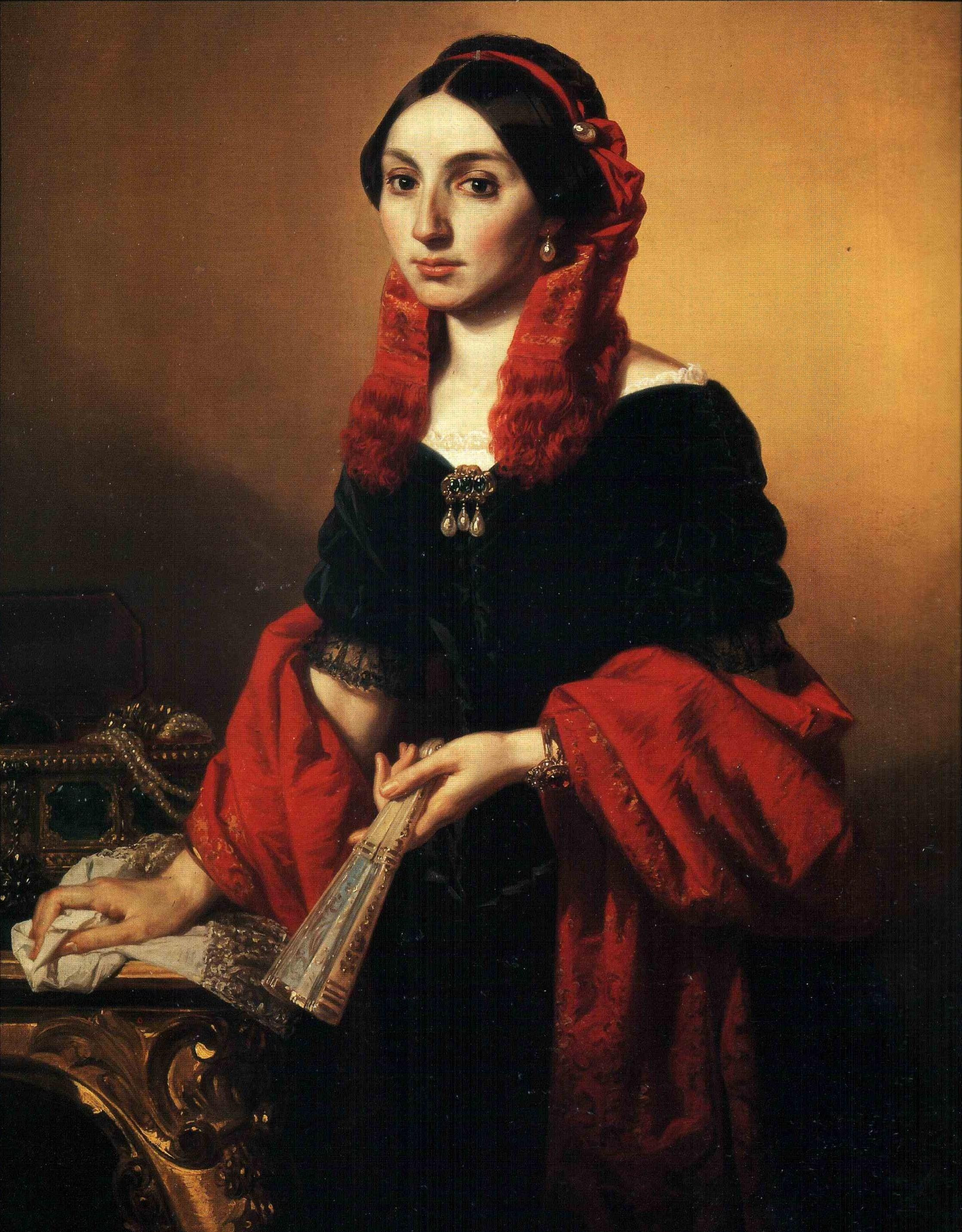
Louise Marie Thérèse d’Artois, pármai hercegné
Henri d’Artois, Chambord grófja
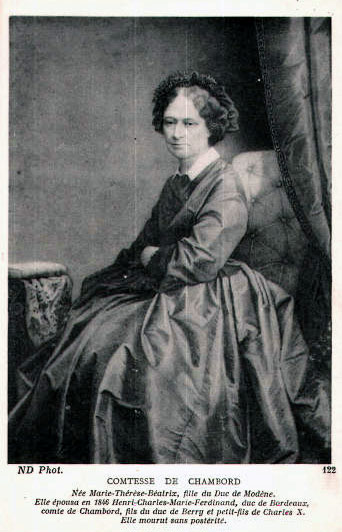
Mária Terézia Beatrix, Chambord grófnéja

X. Károly francia király élete utolsó hónapjait Michael Coronini Comberg zu Graffenberg gróf görzi palotájában élte. 1836-ban halt meg kolerában. Ő volt az első, aki a Castagnavizza (olaszosan Castagnevizza) kolostor kriptájába temettek, majd fia, az 1844-ben Görzben elhunyt Lajos Antal, Angoulême hercege következett.
X. Károly unokája, Henri d’Artois, Chambord grófja (az 1820-ban meggyilkolt Berry hercegének fia), 1846-ban vette feleségül Habsburg–Estei Mária Terézia Beatrix osztrák főhercegnőt. A nagyapától örökölt Bourbon-vagyonból a házaspár komoly összeget fordított – a francia monarchista mozgalom finanszírozása mellett – a mai Bourbon-kripta kiépítésére, hogy az majdan befogadhassa az emigrációban élő családtagok mindegyikét. A királyi síremlékek révén a Castagnavizza kolostort – a párizsi Saint-Denis-székesegyházra utalva – „kis Saint-Denisnek” kezdték nevezni
1851-ben az alsó-ausztriai Frohsdorf kastélyában hunyt el Angoulême hercegnéje, Mária Terézia Sarolta francia királyi hercegnő, X. Károly unokahúga, egyben menye következett, a kivégzett XVI. Lajos és Marie Antoinette egyetlen, a forradalmat túlélt leánya. Testét a görzi kriptába szállították. 1864-ben ugyanide helyezték X. Károly másik unokáját, a Velencében elhunyt Luise Marie-Therèse pármai hercegnét, Henri d’Artois nővérét. 1883-ban Mária Terézia Beatrix főhercegnő ide temettette saját férjét, Chambord grófját, a Bourbon-ház utolsó férfi sarját is. A magányos özvegy Mária Terézia hercegnő élete végéig bőkezűen támogatta a castagnavizzai kolostort. Három évvel férjének halála után, 1886-ban Chambord grófnéja a görzi Lanthieri palotában elhunyt. Kívánsága szerint férje mellé temették Bourbon-kriptába, egyetlen Habsburgként az ott nyugvó Bourbonok között.

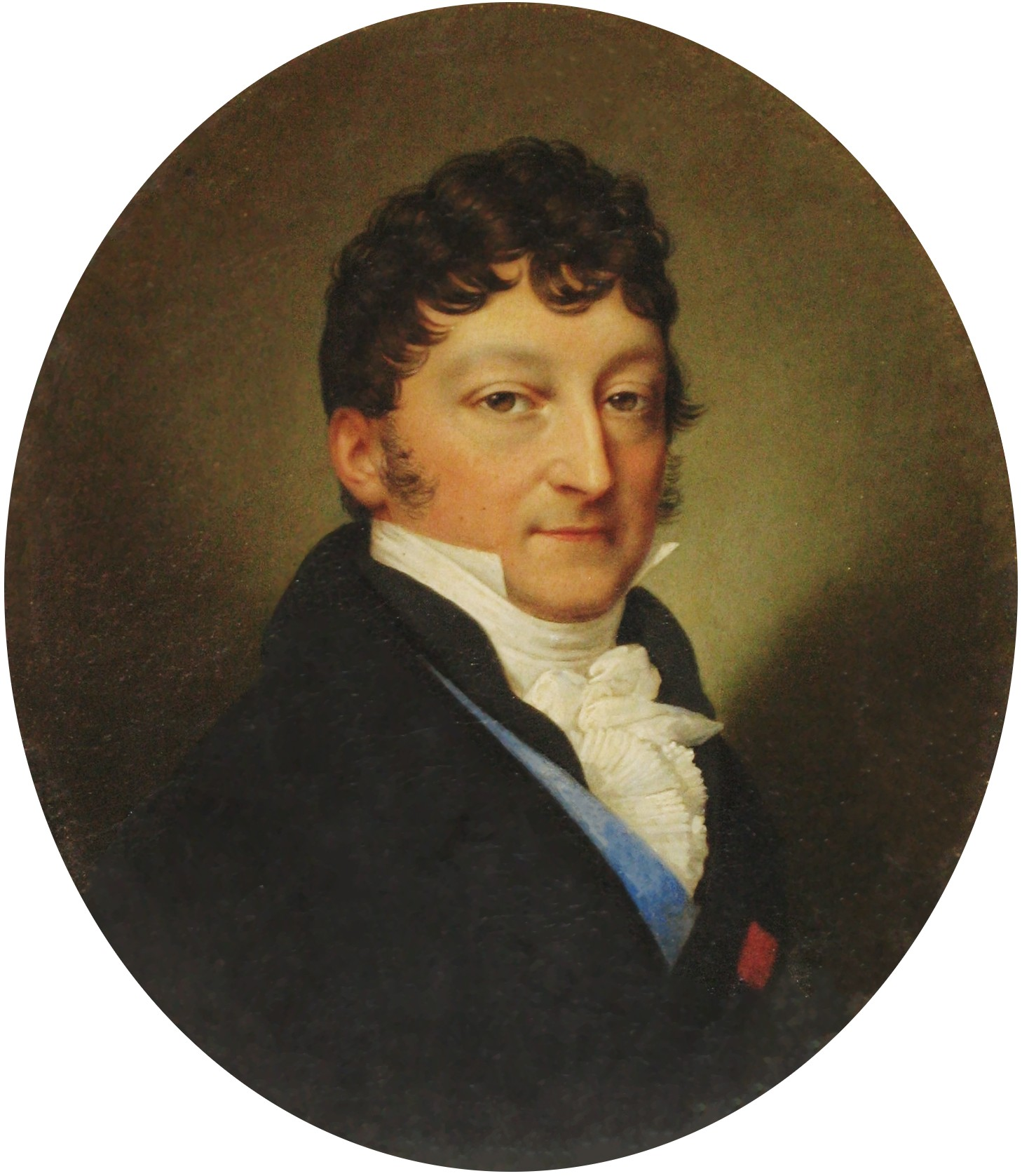
Blacas gróf, Aulps hercege

A királyi család tagjain kívül egyetlen „idegen” nyugszik a kriptában. 1839-ben ide temették Pierre Louis Jean Casimir de Blacas-t, Aulps hercegét (1771–1839), X. Károly diplomatáját és külügyminiszterét, aki hűséges tanácsadóként az emigrációba is követte királyát. Szolgálatai jutalmául a király még életében engedélyt adott Blacasnak, hogy halála után uralkodója közelébe temetkezhet.
Az első világháborúban, amikor a front Görz városát veszélyeztette, Zita császárné Bécsbe vitette nagyanyjának és rokonainak koporsóit. 1919-ben, a Monarchia széthullása után a város a győztes Olaszországhoz került, a koporsókat visszavitték a kolostor Bourbon-kriptájába.